# Station Hirano (Metro van Osaka)
Station Hirano (平野駅,  Hirano-eki) is een metrostation in de wijk Hirano-ku in Osaka, Japan. Het wordt aangedaan door de Tanimachi-lijn. Het station dient niet verward te worden met het gelijknamige station in dezelfde wijk en andere stations genaamd Hirano in andere delen van Japan.

## Treindienst

### Tanimachi-lijn(stationsnummer T32)
| 1 | ■ Tanimachi-lijn | richting Yao-Minami                                     |
| 2 | ■ Tanimachi-lijn | richting Tennōji, Higashi-Umeda, Miyakojima en Dainichi |

## Geschiedenis
Het station werd in 1980 geopend.

## Overig openbaar vervoer
Bussen 3, 10, 14 en 23

## Stationsomgeving
- Stadsdeelkantoor van Hirano
- Autoweg 479
- Autoweg 14
- Dainembutsu-tempe
- Mata-tempel
- Chōhō-tempel
- Mitsubishi Tokyo UFJ Bank
- Risona Bank
- Hokuriku Bank
- Hirano Nankai winkelpromenade

Dainichi · Moriguchi · Taishibashi-Imaichi · Sembayashi-Omiya · Sekime-Takadono · Noe-Uchindai · Miyakojima · Tenjimbashisuji Rokuchōme · Nakazakicho · Higashi-Umeda · Minami-Morimachi · Temmabashi · Tanimachi Yonchōme · Tanimachi Rokuchōme · Tanimachi Kyūchōme · Shitennōji-mae Yūhigaoka · Tennōji · Abeno · Fuminosato · Tanabe · Komagawa-Nakano · Hirano · Kire-Uriwari · Deto · Nagahara · Yao-Minami